# NGC 1746
NGC 1746 (również OCL 452) – grupa gwiazd znajdująca się w gwiazdozbiorze Byka, prawdopodobnie gromada otwarta. Odkrył ją Heinrich Louis d’Arrest 9 listopada 1863 roku. Znajduje się w odległości ok. 2600 lat świetlnych od Słońca.
W zbliżonej pozycji na niebie znajdują się też gromady NGC 1750 i NGC 1758, jednak nie jest pewne, czy istnieje związek fizyczny między tymi trzema obiektami, czy też tylko przypadkowo nakładają się na siebie. Niektóre źródła sugerują np. że NGC 1746 i NGC 1750 to ten sam obiekt, podczas gdy Catalog of Optically Visible Open Clusters and Candidates podaje, że odległości do nich różnią się o 170 parseków, czyli 554 lata świetlne, co wykluczałoby fizyczny związek.